# 小行星1303
小行星1303（1303 Luthera）是一颗围绕太阳公转的小行星。1928年3月16日，阿诺德·施瓦斯曼在汉堡发现了此天体。
該小行星以德國天文學家羅伯特·路德命名。
这颗小行星的绝对星等为99.42489等。